# Wolayta Sodo
Wolaita Sodo (în limba amharică: ዎላይታ ሶዶ) sau pur și simplu Sodo (în limba wolayta: Wolaytta Sooddo) este un oraș din sudul Etiopia. Orașul este centrul politic și administrativ al Peninsulei Wolayta și al Provinciei Regionale Etiopia de Sud. Are o latitudine și longitudine de 6° 54′ N 37° 45′ E și o altitudine cuprinsă între 1.600 și 2.100 m (5.200 până la 6.900 ft) deasupra nivelului mării.

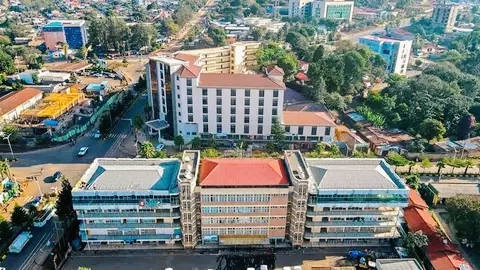
Haile Hotel & Complexul Tona

## Istoric
La începutul anilor 1930, Sodo a fost descrisă ca fiind singura zonă din regiunea Bolaita care ar putea fi numită sat. Exista o piață sâmbăta, o linie telefonică către capitală și un oficiu poștal în fiecare săptămână.
În 1958, Sodo a fost una dintre cele 27 de regiuni din Etiopia clasificate ca municipalități de primă clasă. Sucursala Băncii Comerciale a Etiopiei a fost înființată între 1965 și 1968. 

## Populație

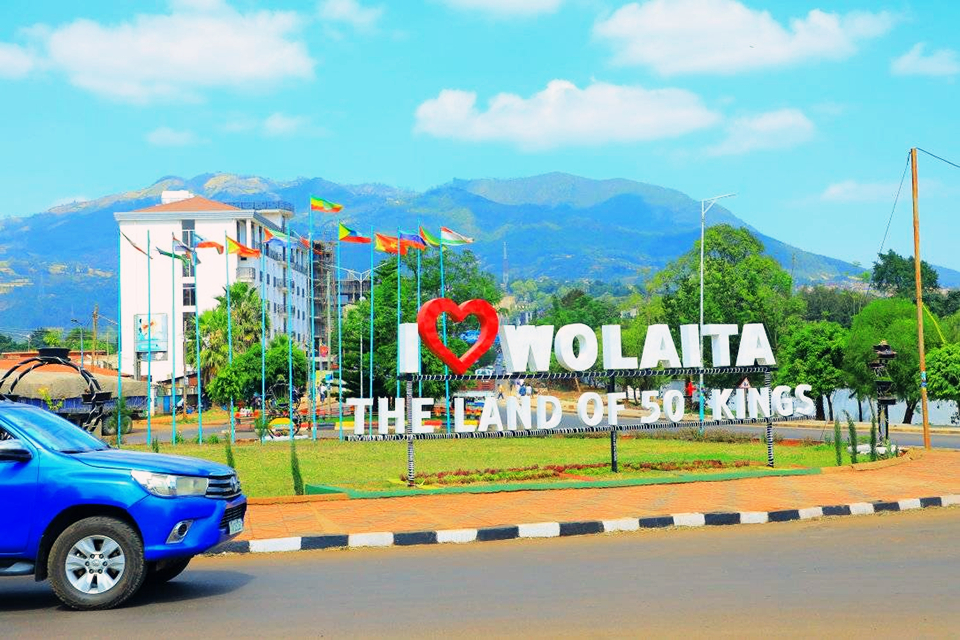

Conform estimărilor populației din 20023 publicate de Biroul Etiopian de Statistică, populația totală a orașului este de 213.467, dintre care 108.161 sunt bărbați și 105.306 sunt femei.